# (8581) Johnen
(8581) Johnen est un astéroïde de la ceinture principale.

## Description
(8581) Johnen est un astéroïde de la ceinture principale. Il fut découvert le 28 décembre 1996 à Chichibu par Naoto Satō. Il présente une orbite caractérisée par un demi-grand axe de 2,84 UA, une excentricité de 0,04 et une inclinaison de 3,2° par rapport à l'écliptique.

## Compléments